# 3436 Ibadinov
A 3436 Ibadinov (ideiglenes jelöléssel 1976 SS3) a Naprendszer kisbolygóövében található aszteroida. Nyikolaj Sztyepanovics Csernih fedezte fel 1976. szeptember 24-én.